# WxPython
wxPython – pakiet dla języka Python umożliwiający tworzenie interfejsów graficznych zaimplementowany jako nakładka na bibliotekę wxWidgets.
wxPython jest modułem międzyplatformowym, czyli program napisany z jego użyciem powinien działać na różnych platformach bez modyfikacji. Aktualnie wspieranymi platformami są Microsoft Windows (wersja 32-bitowa), większość systemów uniksowych i linuksowych oraz OS X.

## Przykładowy kod (wxPython 2.6.x)
```
#!/usr/bin/env python

import
 
wx

class
 
MyFrame
(
wx
.
Frame
):

    
def
 
__init__
(
self
):

        
wx
.
Frame
.
__init__
(
self
,
 
None
,
 
title
=
"wxPython application"
)

        
button_id
 
=
 
wx
.
NewId
()

        
wx
.
Button
(
self
,
 
button_id
,
 
"Click here"
)

        
wx
.
EVT_BUTTON
(
self
,
 
button_id
,
 
self
.
OnButton
)

    
def
 
OnButton
(
self
,
 
e
):

        
wx
.
MessageBox
(
"Hello world!"
,
 
"Dialog title"
)

if
 
__name__
 
==
 
'__main__'
:

    
app
 
=
 
wx
.
PySimpleApp
()

    
frame
 
=
 
MyFrame
()

    
frame
.
Show
()

    
app
.
MainLoop
()

```